# Apocalypse domani
Apocalypse domani, també coneguda com Invasion of the Flesh Hunters) és una pel·lícula d'acció de terror del 1980 dirigida per Antonio Margheriti (amb el pseudònim 'Anthony M. Dawson') i protagonitzada per John Saxon, Elizabeth Turner, Giovanni Lombardo Radice, Cinzia De Carolis, Tony King i Ramiro Oliveros. La pel·lícula combina el gènere del cinema de caníbals amb un precursor de les pel·lícules de Margheriti sobre la guerra del Vietnam.

## Argument
La pel·lícula s'obre amb un flashback a la Guerra del Vietnam, on Norman Hopper és mossegat pel presoner de guerra dels Estats Units Charlie Bukowski que està infectat amb un virus que deixa a la gent amb un anhel de carn humana. A Atlanta uns anys més tard, Hopper es desperta d'un malson sobre aquest incident, i després rep una trucada telefònica de Bukowski, que convida el seu vell camarada a prendre una copa. La trucada arriba en un moment inoportú, quan una jove veïna, Mary, intentava seduir-lo, així que rebutja la invitació. Hopper s'enamora dels seus encants i mentre estan a punt de practicar sexe oral, la mossega. Després de saber per la seva dona preocupada que un veterinari del Vietnams'ha atrinxerat en un centre comercial, puja al seu cotxe. Just quan està a punt de marxar, Mary revela que li va agradar la mossegada. Després d'arribar al lloc dels fets, convenç a Bukowski de lliurar-se a la policia. Mentre és traslladat a l'hospital, Bukowski mossega un agent de policia.
Després de tornar a casa, Hopper encarrega a la seva dona Jane que l'esperi a la casa i camina davant de la finestra de Mary. Més tard, admet l'incident i el seu desig de mossegar a un altre humà, a la seva dona. A l'hospital, Bukowski i el seu company veterinari Tom es barallen amb els guàrdies, i Bukowski mossega la cama a la infermera Helen. El doctor Mendez truca a la Jane i li diu que en Norman podria estar experimentant els mateixos símptomes i que hauria de portar-lo a l'hospital per a una revisió, mentre ell escolta la conversa, després de la qual marxa de casa.
La policia rep l'informe del forense sobre el tiroteig del centre comercial i conté advertències de canibalisme. Paral·lelament, la Jane coneix el Dr. Mendez, que abans ha intentat seduir-la. Es troben en un piano bar de luxe, on ell li explica que el virus provoca una mutació biològica, a causa d'una alteració psíquica. Norman va voluntàriament a l'hospital i parla amb un metge sobre els seus símptomes i les seves sospites ben fonamentades sobre les intencions del doctor Mendez amb la seva dona. El metge també pren una mostra de sang.
A la comissaria, l'agent mossegat dispara a un company de policia, mossega un altre policia i acaba disparat pel capità McCoy. Norman es troba amb els seus companys veterinaris sedats Charlie i Tommy. Experimenta un flashback a l'incident inicial on va ser mossegat per un presoner de guerra infectat. El metge és atacat per Helen mentre inspecciona la mostra de sang de Hopper. Primer li mossega la llengua i després li colpeja el cap amb una pedra. En una ambulància, el policia mossegat es torna agressiu abans de morir. A l'hospital, Helen allibera Tommy i Charlie. Norman mata un membre del personal que intenta avisar les autoritats.
Norman, Helen, Tom i Charlie surten de l'hospital en una ambulància. Jane torna a una casa buida i busca en Norman quan sona el telèfon i el doctor Mendez li notifica que Norman ha desaparegut. La policia està en alerta màxima i busca els fugits. Els fugitius irrompen en una botiga de pneumàtics i troben una pistola. Charlie utilitza una esmoladora angular per tallar una víctima. Tom roba una furgoneta i els infectats se'n van amb una pistola i una bossa d'aperitius.
S'enfronten a una colla de motoristes contra la qual Charlie ja va lluitar al centre comercial, matant un dels seus membres. Després de derrotar la banda, fugen a peu i s'escapen al clavegueram just quan la policia arriba al lloc dels fets. La policia coordina un bloqueig de les sortides de clavegueram per atrapar els sospitosos. A la residència de Hopper, la Jane no pot fer una trucada telefònica i va al costat per demanar a la tia de Mary que utilitzi el telèfon. La Mary i el seu germà la saluden i la deixen utilitzar el telèfon per trucar al doctor Mendez, però la tieta no es veu per enlloc. Els nens es comporten amb recel i li pregunten com és que el seu telèfon no funciona, però la deixen marxar.
A la claveguera, Helen és atacada per una rata just quan els caníbals estan a punt d'escapar-se de la policia. Acaba rebent un tret juntament amb un policia. Charlie és assassinat per la policia, mentre que Norman és ferit. Tom es torna boig, ataca la policia i és assassinat amb un llançaflames. Fins i tot amb una cama ferida, Norman surt de la claveguera, roba un cotxe i abandona l'escena.
La Jane intenta sortir de casa amb el seu cotxe, però no pot engegar-lo. Quan torna a casa, sent sorolls estranys i crida a Norman. Ella el troba vestit amb el seu uniforme, dient-li que es mantingui allunyada. Norman està ferit i mor, i el doctor Mendez entra a la casa. La Jane corre cap a ell, però ell la mossega mentre en Norman li dispara. Jane apunta la seva arma al seu propi cap i se senten dos trets just quan la policia arriba al lloc dels fets.
Els nens infectats observen com els cossos són transportats. El nen li pregunta a la Mary si buscaran la seva tia. La seva mà es veu dins de la nevera.

## Repartiment
- John Saxon com a Norman Hopper
- Elizabeth Turner com a Jane Hopper
- Giovanni Lombardo Radice com a Charlie Bukowski
- Cinzia De Carolis com a Mary
- Tony King com a Tommy Thompson
- Wallace Wilkinson com el capità McCoy
- Ramiro Oliveros com el Dr. Phil Mendez
- May Heatherly com a infermera Helen
- Renzo Marignano com el Dr. Morris
- Venantino Venantini com el tinent Hill
- Jere Beery com a líder del motorista
- Luca Venantini com a Bobby
- Joan Riordan com a Tina
- Don Ruffin com a Carlos
- Goffredo Unger com a guàrdia del centre comercial

## Producció
El rodatge va tenir lloc a Atlanta i Decatur, Geòrgia. Les ubicacions inclouen el Savannah College of Art and Design, el CNN Center i el Candler Discount Mall. Els interiors es van filmar als estudis De Paolis a Roma. Giannetto De Rossi va ser el dissenyador especial d'efectes de maquillatge. La seqüència inicial de la Guerra del Vietnam va reutilitzar accessoris i vestits de la pel·lícula anterior d'Antonio Margheriti, L'ultimo cacciatore.
L'actor John Saxon havia aconseguit un guió mal traduït, en el qual les parts sangnants es van deixar fora. En una entrevista del 2002, Saxon va explicar: "Parlava de la guerra del Vietnam com si fos un virus que poguessis portar a casa. Vaig pensar que era una gran metàfora d'una condició psicològica". Saxon només va aprendre de què tractava realment la pel·lícula durant el rodatge. "En un moment estàvem rodant una escena i un noi porta aquesta safata de carn. Vaig preguntar per a què servia i em van explicar que havien de ser parts del cos, fins i tot genitals, i se suposa que les havíem de rosegar. Vaig demanar a Margheriti que em tragués de l'escena i vaig anar a la meva habitació d'hotel. Un cop vaig saber quina era la veritable naturalesa de la pel·lícula, em vaig deprimir molt". Saxon es va plantejar deixar la producció per complet.

## Estrena
Apocalypse domani fou estrenada en sales el 1980.
La pel·lícula va ser llançada en DVD per Image Entertainment com a part de la Euroshock Collection el 19 de març de 2002. A Blu-ray, Kino Lorber Studio Classics va llançar un gran definició, nova versió mestra 4K el 17 de març de 2020.

## Recepció crítica
Patricia MacCormack de Senses of Cinema va criticar: "Tot i que la pel·lícula ha estat difamada pels crítics, que afirmen que Margheriti va desheretar la seva habilitat en el gòtic en immiscir-se en el gènere vulgar de l'alt gore, les simpaties que evoca per la perversió com a patologia tràgica i estrany desig alternatiu, el menyspreu amb què representa exemples hiperreals de la sexualitat masculina "normal" i les extraordinàries versions de la carn humana que presenta per al nostre plaer, un plaer que ens obliga a entrar en un món de perversió i desig més enllà del agradable, es continuen temàticament si no estilísticament en aquesta pel·lícula. L'ús que Margheriti fa de Radice i el gore el porta dels mons gòtics de Bava i Freda en un subgènere més sovint associat amb Fulci, Umberto Lenzi i Deodato, però segueix fidel als seus paradigmes perversos."
Danny Shipka, autor de Perverse Titillation, un llibre sobre pel·lícules d'explotació d'Itàlia, Espanya i França, va assenyalar que la premissa de la pel·lícula era alhora "interessant" i "tonta" i que la pel·lícula "conté prou sang i fetge per deixar contents els fans d'Eurocult, incloent-hi una mica de carn gràfica, una escena de petons francesos que t'espantarà i una escopeta que s'ha de veure per creure-la." La base de dades de pel·lícules online AllMovie va declarar que la pel·lícula "mai es confondrà amb l'art d'alt nivell, però Apocalypse domani ofereix un munt d'emocions fortes de baix pressupost per als aficionats a l'Eurotrash, "i que el més destacat de la pel·lícula va ser John Saxon, que va assenyalar que" per molt estranya o descarada que sigui la premissa, Saxon interpreta el material directament i ofereix un estil seriós i una actuació ben elaborada que permet mantenir-se amb l'estranya premissa de la pel·lícula."